# Marignana
Marignana är en kommun i departementet Corse-du-Sud på ön Korsika i Frankrike. Kommunen ligger  i kantonen Les Deux-Sevi som tillhör arrondissementet Ajaccio. År 2022 hade Marignana 102 invånare.

## Befolkningsutveckling
Antalet invånare i kommunen Marignana
Referens:INSEE